# 톰 배리
톰 배리(Thom Barry, 1950년 12월 6일 ~ )는 미국의 배우이다.

## 출연 작품
- 미스터 처치 (2016)
- 리차드 피터 존슨 (2013)
- 텍사스 전기톱 연쇄살인사건 3D (2013)
- 더 맨스필드 12 (2008)
- 패스트 & 퓨리어스 2 (2003)
- 프레지던트 맨 2 (2002)
- 분노의 질주 (2001)
- 룰스 오브 인게이지먼트 (2000)
- 메이저 리그 3 (1998)
- 스틸 (1997)
- 에어 포스 원 (1997)
- 스페이스 잼 (1996)
- 분노의 영웅 2 (1996)
- 인디펜던스 데이 (1996)
- 증오 (1995)
- 대통령의 연인 (1995)
- 콩고 (1995)

### 텔레비전
- 사인펠드 (1995)
- 프로파일러 (1998)
- 웨스트 윙 (1999-2003)
- 더 프랙티스 (1999-2003)
- 겟 리얼 (2000)
- 프리텐더 제로드 (2000)
- 콜드 케이스 (2003-10)
- 하우스 (2011)
- 블루 블러드 (2013)
- 두 얼굴의 사나이 - 애니메이션 시리즈 (1996)
- 닥터슬론 (1993)